# Ciołkowo (przystanek kolejowy)
Ciołkowo – nieczynny kolejowy przystanek osobowy na linii nr 366 w Ciołkowie, w województwie wielkopolskim, w Polsce.